# 강외정
강외정(1966년 9월 2일~)은 대한민국의 장애인 탁구 선수로, 2016년 하계 패럴림픽에서 은메달을 획득했다.